# Plaça de la Pau (Amposta)
La plaça de la Pau és una plaça d'Amposta.

## Descripció
La plaça de la Pau és rectangular irregular i està situada prop de l'Ebre, a l'inici de l'avinguda de Sant Jaume. Hi conflueixen diversos carrers (de Sant Joan, de Corsini, de Jaume I, de Carles I, de Larraix i d'Europa).
El seu punt central, el que li dona la fesomia més característica, és la superfícies sobrealçada, situada més o menys al mig, de planta corba, allargada i irregular, uns 0,50m. sobre el nivell de la calçada i de la vorera circumdant, voltada per franges d'herba, amb arbres i plantes.
A l'extrem més ample d'aquesta superfície hi ha una font circular (als plànols apareix al mig exacte), voltada per un petit reixat metàl·lic. Al mig de la font i damunt d'un pedestal rectangular prismàtic d'un metre d'alçada s'aixeca l'estàtua d'una dona camperola o "Arrossera de l'Ebre", que recull arròs, recolzant gairebé un genoll a terra. Obra feta de pedra, és d'una mida una mica més gran que la natural, d'Innocenci Soriano-Montagut, ni molt detallista ni molt esquemàtica. Té una gran força, no exempta de delicadesa.

## Història
Anteriorment, al solar ocupat per la plaça de la Pau hi havia uns sequers d'arròs i, a la vora del riu, es trobava la primera resclosa de l'antic canal de navegació Amposta-Sant Carles de la Ràpita, precisament la que connectava directament amb el riu.